# ТВ Истра
ТВ Истра или Независна истарска телевизија-НИТ је хрватска телевизија, која емитује из Пазина, од 1995. године.
Била је прва локална телевизија, на подручју Истре и Кварнера. На телевизији се као по обичају емитују филмови, теленовеле, емисије и вести.